# Abergalm
Die Abergalm ist eine Alm im Ortsteil Hohenaschau der Gemeinde Aschau im Chiemgau.
Zwei Gebäude der Abergalm stehen unter Denkmalschutz und sind unter der Nummer D-1-87-114-123 in die Bayerische Denkmalliste eingetragen.

## Baubeschreibung
Die Bartlhütte ist ein eingeschossiger Satteldachbau in Blockbauweise, der wohl um 1750 errichtet wurde. Das Dach wurde 1929 erneuert und aufgestockt.
Die Jacklhütte ist ein eineinhalbgeschossiger Satteldachbau in Blockbauweise, der teils über einem massiven Sockel errichtet wurde. Das Gebäude ist mit dem Jahr 1802 bezeichnet.
Bartl- und Jacklhütte stehen unter Denkmalschutz.
Weitere Bauten auf der Alm sind die Simmerlhütte und die Grozachhütte.

## Heutige Nutzung
Die Abergalm ist bestoßen, ist jedoch nicht bewirtet.

## Lage
Die Abergalm befindet sich nordöstlich vom Klausenberg unterhalb des Heuraffelkopfes auf einer Höhe von 1350 m ü. NN.